# Джон Малейні
Джон Едмунд Малейні (англ. John Edmund Mulaney, 26 серпня 1982 року) — американський стенд-ап комік, актор, письменник і продюсер. Відомий своєю роботою як письменник у Saturday Night Live, а також як комедіант зі стенд-ап випусками The Top Part, New in Town, The Comeback Kid, а також Kid Gorgeous, за який він отримав прайм-тайм премію Еммі у 2018 році. Був творцем і зіркою короткотривалого ситкому «Малейні» на каналі Fox, напівавтобіографічного серіалу про його вигадане життя. Малейні також грає героя на ім'я Джордж Сент-Ґіґленд у комедійному дуеті з Ніком Кроллом, зокрема у шоу Oh, Hello на Бродвеї укінці 2016 — на початку 2017 року. Відомий за роллю Ендрю Ґлоубермана в мультсеріалі Big Mouth від Netflix. Дебютував у кіно, озвучивши Пітера Поркера / Свина-павука в анімаційному фільмі «Людина-павук: Навколо всесвіту».

## Раннє життя
Малейні народився в Чикаго, штат Іллінойс у сім'ї Еллен (уроджена Стентон), професорки права в Північнозахідному університеті, і Чарльза Малейні-молодшого, адвоката і партнера в Skadden Arps, ірландського католицького походження. Прадідом Малейні був Джордж Бейтс, республіканський мер Салема і конгресмен від штату Массачусетс. Його двоюрідний дід по матері, Вільям Генрі Бейтс також був конгресменом. За збігом, бабуся Малейні, Каролін Стентон і Гіларі Маєрс, мати майбутнього колеги Малейні по Saturday Night Live Сета Маєрса, разом виступали у лікарняній виставі в Марблгеді, штат Массачусетс.
Батьки Малейні обоє відвідували Університет Джорджтауна і Єльську школу права з майбутнім президентом Біллом Клінтоном, якого Малейні зустрів у 1992 році У дитинстві Джон був міністрантом. Він третій з п'яти дітей; у Джона двоє братів і дві сестри.
Малейні вирішив, що хоче працювати у шоу-бізнесі у віці п'яти років, спостерігаючи за життям персонажа Ріккі Рікардо у серіалі «Я люблю Люсі». У сім років він прослуховувався на роль Кевіна у фільмі «Сам удома», але його батьки відмовилися. У молодших класах він відвідував школу св. Климента, де замість того, щоб робити доповіді, він разом з найкращим другом, Джоном О'Браєном, пропонували представляти вивчене у вигляді пародії. Малейні також часто відвідував Музей телерадіомовлення, де дивився архівні епізоди шоу, таких як «Я люблю Люсі» чи «The Tonight Show Starring Johnny Carson». Далі Джон навчався в підготовчій школі коледжу св. Ігнатія, яку закінчив у 2000 році. Після цього Малейні вступив до альма-матер своїх батьків, Джорджтаунський університет, де вивчав англійську літературу та релігію. Він приєднався до групи імпровізації і познайомився з Ніком Кроллом і Майком Бірбіґлією. Пізніше він приєднався до Бірбіґлії у його стенд-ап турі, завдяки чому покращив свої сценічні навички.

## Кар'єра
Закінчивши університет в 2004 році, Малейні переїхав до Нью-Йорка з амбіціями щодо кар'єри в комедії, і був найнятий на посаду асистента в Comedy Central. Через рік він висунув ідею пародії на серіал «Я люблю 80-ті» під назвою «Я люблю 30-ті», яку він розробив разом зі своїм колегою по цеху Ніком Кроллом. Після своєї роботи на Saturday Night Live, Малейні писав і для інших телевізійних проектів, у тому числі Maya & Marty, Documentary Now!, «Oh, Hello On Broadway» та Comedy Central Roast of James Franco. Він також грав другорядні ролі у телесеріалах «Crashing», «Portlandia» та «Difficult People». Малейні озвучує головного персонажа мультсеріалу «Big Mouth» на Netflix. У 2018 році він озвучив Свина-павука в анімаційному фільмі «Людина-павук: Навколо всесвіту».

### Saturday Night Live
Спочатку Малейні працював коментатором у передачі «Best Week Ever», а в серпні 2008 року пройшов прослуховування на Saturday Night Live. Йому дісталося місце в команді письменників, де він залишався упродовж шести сезонів шоу. Час від часу він з'являвся у сегменті Weekend Update . Разом з актором SNL Біллом Гейдером вони спільно створили частого персонажа SNL на ім'я Стефон. Малейні у складі команди письменників був номінований на прайм-тайм премію Еммі у 2009—2012 роках. На 63-тій церемонії нагородження Малейні разом з Джастіном Тімберлейком, Сетом Маєрсом і Катрезе Барнс отримав прайм-тайм премію Еммі за найкращу оригінальну музику та лірику. 14 квітня 2018 року Малейні був ведучим Saturday Night Live, ставши третім письменником SNL (після Конана О'Браєна та Ларрі Девіда), що вели SNL, незважаючи на те, що ніколи не входили в команду акторів.

### Стенд-ап комедія
Окрім роботи в SNL, Малейні декілька років був стенд-ап коміком. Він виступав у шоу Live at Gotham, Conan, Jimmy Kimmel Live, Late Night With Jimmy Fallon, Late Night With Conan O'Brien та Comedy Central Presents. Малейні також випустив комедійний альбом під назвою The Top Part у 2009 році, а також випуск під назвою New In Town у 2012 році. Обидва були виготовлені за участі Comedy Central.

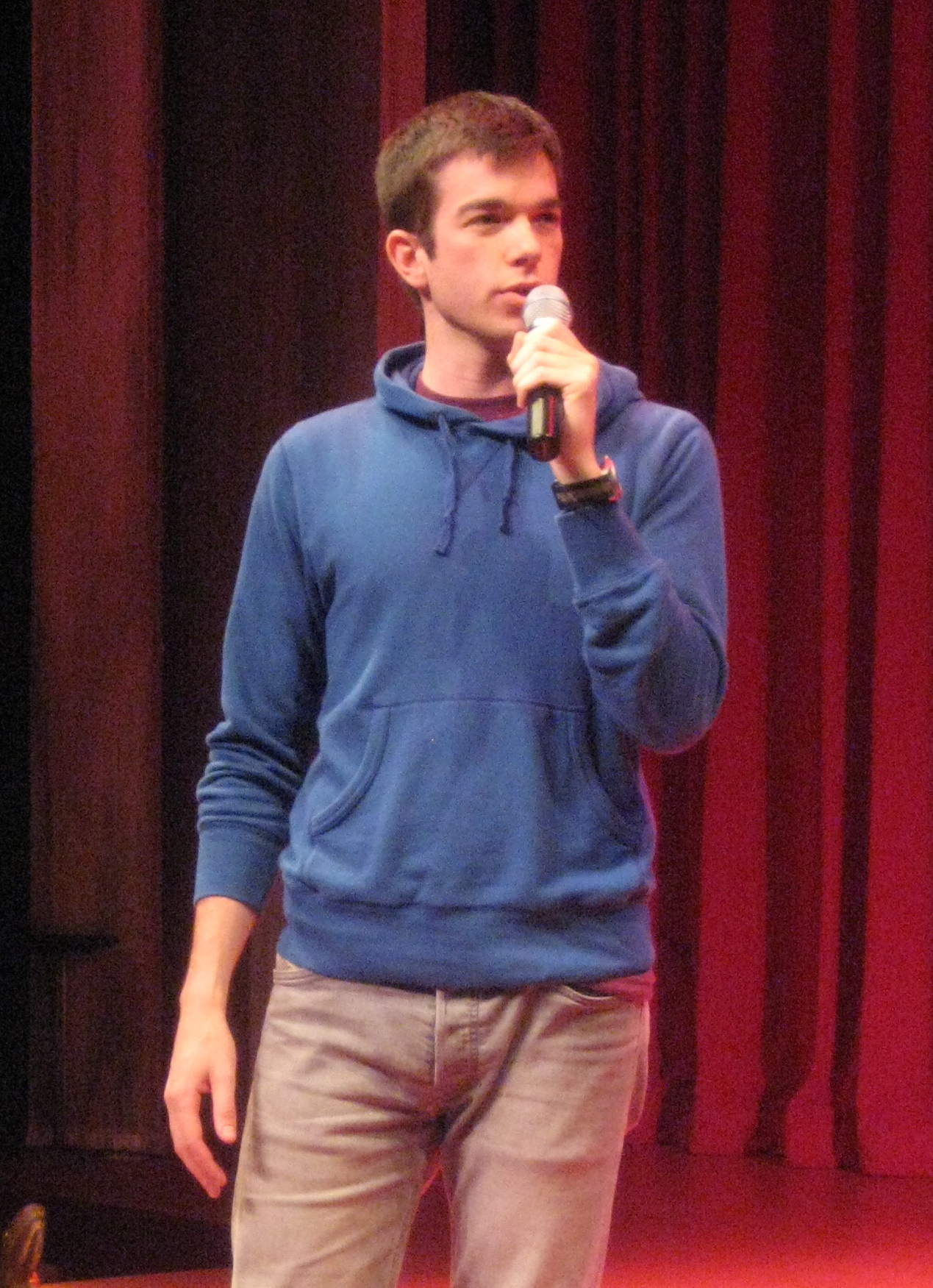
Малейні на виступі, 2009 рік

Третій стенд-ап спецвипуск Малейні під назвою The Comeback Kid вийшов 13 листопада 2015 року на Netflix. Попередній випуск, New In Town, також доступний на Netflix. The Comeback Kid отримав визнання критиків, Девід Сімс із The Atlantic називав його «нагадуванням про все, що робить Малейні настільки своєрідним: розповідь, багата на вміло підмічені деталі, представлені з впевненістю людини, на десятки років старшої за 33». У 2016 році Малейні за The Comeback Kid був номінований на прайм-тайм премію Еммі.
Четвертий комедійний тур Малейні, Kid Gorgeous, тривав спершу з травня по липень 2017 року, а друга його частина почалася у вересні 2017 року в Колорадо-Спрінгс, штат Колорадо і завершилася у квітні 2018 року в Джексонвіллі, штат Флорида. У рамках туру пройшло сім шоу у Radio City Music Hall в Нью-Йорку в лютому 2018 року, одне з яких було знято для наступного спецвипуску Netflix. Критики схвально відгукнулися про Kid Gorgeous, Стів Ґрін із IndieWire назвав його «одним з найкращих творів року». На 70-ій прайм-тайм премії Еммі Малейні отримав за нього нагороду.

### Mulaney
Джон Малейні, Maclean's
 У травні 2013 року NBC не підтримала передала ідею напівавтобіографічного ситкому під назвою «Mulaney». У червні 2013 року компанія Fox Broadcasting замовила новий сценарій, розглядаючи питання про замовлення декількох епізодів.
У жовтні 2013 року Fox оголосила про те, що вони беруть шоу на шість епізодів. Малейні був автором, продюсером і письменником цього серіалу до його скасування в травні 2015 року. Серіал отримав погані відгуки, , зокрема драматург і телекритик The New York Times Нейл Джензлінгер написав, що «він так аргесивно передертий із Seinfeld, що в другому епізоді навіть висміює власний плагіат. Але є одна річ, яку у Seinfeld забули запозичити — це інтелект».

### Джордж Сент-Ґіґленд
Малейні регулярно виступає в ролі Джорджа Сент-Ґіґленда, літнього чоловіка з Верхнього Вест-Сайду Нью-Йорка. Сент-Ґіґленд і його товариш Гіл Файзон (якого грає комік Нік Кролл) ведуть шоу-розіграш «Too Much Tuna», в якому учасникам дають сендвічі, де забагато тунця. Кролл і Малейні об'їздили Сполучені Штати з шоу під назвою Oh, Hello, в якому вони грають цих персонажів. Прем'єра відбулася на Бродвеї 23 вересня 2016 року, шоу ставили до 22 січня 2017 року. Виставу на Бродвеї було знято і випущена на Netflix 13 червня 2017 року. Стів Мартін був спеціальним гостем, з бонусною сценою з Майклом Джей Фоксом як гість; Метью Бродерік з'явився у короткому камео ближче до кінця.

## Особисте життя
5 липня 2014 року Малейні одружився з візажисткою і майстринею абажурів Аннамарі Тендлер. Весільну церемонію провів їхній друг Ден Леві. 10 травня 2021 з'явилося оголошення, що Малейні вирішив припинити шлюб, і 23 липня 2021 він подав на розлучення.
У стендапі Малейні неодноразово згадував про свої минулі проблеми з алкоголем і наркотиками у студентські часи. В інтерв'ю 2014 року він зазначив, що не вживає речовин з вересня 2005. У грудні 2020 року він потрапив до центру реабілітації у Пенсильванії з алкоголізмом і кокаїновою залежністю, звідки вийшов на позалікарняну допомогу у лютому 2021.

## Роботи

### Комедійні спецвипуски
| Рік  | Назва                                    | Дистриб'ютор   |
| ---- | ---------------------------------------- | -------------- |
| 2009 | The Top Part                             | Comedy Central |
| 2012 | John Mulaney: New in Town                | Comedy Central |
| 2015 | John Mulaney: The Comeback Kid           | Netflix        |
| 2018 | John Mulaney: Kid Gorgeous at Radio City | Netflix        |

### Телебачення
| Рік          | Назва                                          | Роль                                      | Примітки                                                                                              |
| ------------ | ---------------------------------------------- | ----------------------------------------- | --- |
| 2006         | Live at Gotham                                 | самого себе                               | епізод: «1.3»                                                                                         |
| 2007         | Late Night with Conan O'Brien                  | самого себе                               | епізоди: «7 June 2007» & «15 February 2007»                                                           |
| 2007         | Human Giant                                    | Various                                   | епізод: «24 Hour Marathon»                                                                            |
| 2008         | Best Week Ever                                 | самого себе                               | 4 епізоди                                                                                             |
| 2008         | Important Things with Demetri Martin           | Джон Малейні/Зелений берет                | 2 епізоди; також письменник                                                                           |
| 2008–2018    | Saturday Night Live                            | різні ролі                                | 7 епізодів; також письменник                                                                          |
| 2009         | Comedy Central Presents                        | самого себе                               | півгодинний стенд-ап                                                                                  |
| 2010         | Mayne Street                                   | Ділан                                     | 6 епізодів                                                                                            |
| 2010         | Ugly Americans                                 | Тоні / The In-Between World Guide (голос) | 2 епізоди                                                                                             |
| 2011, 2017   | The Chris Gethard Show                         | самого себе                               | епізоди: «The Kickboxer Episode» & «Innocuous Opinions, Dire Consequences»                            |
| 2012         | John Mulaney: New in Town                      | самого себе                               | стенд-ап спецвипуск                                                                                   |
| 2012         | Funny As Hell                                  | самого себе                               | епізод #2.2                                                                                           |
| 2013–2015    | Kroll Show                                     | Джордж Сент-Ґіґленд                       | 11 епізодів                                                                                           |
| 2013         | The Jeselnik Offensive                         | самого себе                               | 2 епізоди                                                                                             |
| 2013         | The Pete Holmes Show                           | самого себе                               | епізод: «John Mulaney»                                                                                |
| 2014–2015    | Mulaney                                        | Джон Малейні                              | 13 епізоди; також творець, продюсер, письменник                                                       |
| 2015–present | Documentary Now!                               | —                                         | автор/співавтор 5 епізодів продюсер-консультант (сезон 1, епізод 4) виконавчий співпродюсер (сезон 2) |
| 2015–2016    | The Jim Gaffigan Show                          | самого себе                               | 4 епізоди                                                                                             |
| 2015         | John Mulaney: The Comeback Kid                 | самого себе                               | стенд-ап спецвипуск                                                                                   |
| 2016         | Lady Dynamite                                  | James Earl James                          | епізод: «Pilot»                                                                                       |
| 2016         | Comedy Bang! Bang!                             | Джордж Сент-Ґіґленд                       | епізод: «The Lonely Island Wear Dark Pants and Eyeglasses»                                            |
| 2016         | Maya & Marty                                   | —                                         | письменник (6 епізодів)                                                                               |
| 2016         | Difficult People                               | Cecil Jellford                            | епізод: «Unplugged»                                                                                   |
| 2017         | 32nd Independent Spirit Awards                 | самого себе (ведучий)                     | телевипуск                                                                                            |
| 2017         | Oh, Hello on Broadway                          | Джордж Сент-Ґіґленд                       | телевипуск                                                                                            |
| 2017–2025    | Big Mouth                                      | Andrew Glouberman / Mint / різні голоси   | 20 епізодів; також продюсер-консультант                                                               |
| 2018         | Crashing                                       | самого себе                               | епізод: «Too Good»                                                                                    |
| 2018         | 33rd Independent Spirit Awards                 | самого себе (ведучий)                     | телевипуск                                                                                            |
| 2018         | Portlandia                                     | Джордж Сент-Ґіґленд                       | епізод: «Peter Follows P!nk»                                                                          |
| 2018         | Saturday Night Live                            | самого себе (ведучий)                     | епізод: «John Mulaney/Jack White»                                                                     |
| 2018         | John Mulaney: Kid Gorgeous at Radio City       | самого себе                               | стенд-ап спецвипуск                                                                                   |
| 2018         | Animals                                        | Olafur / Mackerel (голос)                 | епізод: «Pigeons»                                                                                     |
| 2018–2019    | Crashing                                       | самого себе                               | 2 епізоди                                                                                             |
| 2018–2020    | Saturday Night Live                            | самого себе (ведучий)                     | 4 епізоди                                                                                             |
| 2019         | The Simpsons                                   | Warburton Parker                          | голос; епізод: «The Winter of Our Monetized Content»                                                  |
| 2019         | Dickinson                                      | Генрі Девід Торо                          | 2 епізоди                                                                                             |
| 2019         | Patriot Act with Hasan Minhaj                  | самого себе                               | Deep Cut appearance                                                                                   |
| 2019         | John Mulaney & the Sack Lunch Bunch            | самого себе                               | музичний комедійний спецвипуск Netflix для дітей                                                      |
| 2020         | The Not-Too-Late Show with Elmo                | самого себе                               | епізод #1.3                                                                                           |
| 2020—…       | Late Night with Seth Meyers                    | —                                         | автор                                                                                                 |
| 2021         | House Hunters: Comedians on Couches Unfiltered | самого себе                               | епізод #1.1 John Mulaney: Dance Space                                                                 |

### Кіно
| Рік  | Назва                             | Роль                      | Примітки               |
| ---- | --------------------------------- | ------------------------- | ---------------------- |
| 2018 | Людина-павук: Навколо всесвіту    | Пітер Поркер / Свин-павук | голос                  |
| 2019 | Spider-Ham: Caught in a Ham       | Пітер Поркер / Свин-павук | голос; короткометражка |
| 2020 | Back on the Air                   |                           | голос; короткометражка |
| 2021 | Попелюшка                         | Джон                      |                        |
| 2022 | Чіп і Дейл поспішають на допомогу | Чіп                       | голос                  |
| 2022 | Кіт у чоботях 2: Останнє бажання  | Джек Хорнер               | голос                  |
| Н/Д  | Медден                            | Тріп Гокінс               |                        |

### Дискографія
- The Top Part (Comedy Central Records, 2009)
- New in Town (Comedy Central Records, 2012)
- The Comeback Kid (Drag City, 2017)
- Kid Gorgeous (Drag City, 2018)
- John Mulaney & the Sack Lunch Bunch (Drag City, 2019)

## Нагороди та номінації
| Рік  | Нагорода                           | Категорія                                                  | Номінована робота                                                      | Результат | Прим.  |
| ---- | ---------------------------------- | ---------------------------------------------------------- | ---------------------------------------------------------------------- | --------- | ------ |
| 2009 | Прайм-тайм премія «Еммі»           | Outstanding Writing for a Variety, Music, or Comedy Series | Saturday Night Live                                                    | Номінація | [ 68 ] |
| 2009 | Премія Гільдії сценаристів Америки | Best Comedy/Variety Series                                 | Saturday Night Live                                                    | Перемога  | [ 69 ] |
| 2010 | Прайм-тайм премія «Еммі»           | Outstanding Writing for a Variety, Music, or Comedy Series | Saturday Night Live                                                    | Номінація | [ 68 ] |
| 2010 | Премія Гільдії сценаристів Америки | Best Comedy/Variety Series                                 | Saturday Night Live                                                    | Перемога  | [ 70 ] |
| 2011 | Прайм-тайм премія «Еммі»           | Outstanding Music and Lyrics                               | Saturday Night Live for «Justin Timberlake Monologue»                  | Перемога  | [ 68 ] |
| 2011 | Прайм-тайм премія «Еммі»           | Outstanding Writing for a Variety, Music, or Comedy Series | Saturday Night Live                                                    | Номінація | [ 68 ] |
| 2011 | Премія Гільдії сценаристів Америки | Best Comedy/Variety Series                                 | Saturday Night Live                                                    | Номінація | [ 71 ] |
| 2012 | Прайм-тайм премія «Еммі»           | Outstanding Original Music and Lyrics                      | Saturday Night Live for «I Can't Believe I'm Hosting»                  | Номінація | [ 68 ] |
| 2012 | Прайм-тайм премія «Еммі»           | Outstanding Writing for a Variety Series                   | Saturday Night Live                                                    | Номінація | [ 68 ] |
| 2012 | Прайм-тайм премія «Еммі»           | Outstanding Variety Series                                 | Saturday Night Live                                                    | Номінація | [ 68 ] |
| 2012 | Премія Гільдії сценаристів Америки | Best Comedy/Variety Series                                 | Saturday Night Live                                                    | Номінація | [ 72 ] |
| 2013 | Прайм-тайм премія «Еммі»           | Outstanding Writing for a Variety Special                  | Saturday Night Live Weekend Update Thursday                            | Номінація | [ 68 ] |
| 2013 | Премія Гільдії сценаристів Америки | Best Comedy/Variety Series                                 | Saturday Night Live                                                    | Номінація | [ 73 ] |
| 2014 | Премія Гільдії сценаристів Америки | Best Comedy/Variety Series                                 | Saturday Night Live                                                    | Номінація | [ 74 ] |
| 2015 | Прайм-тайм премія «Еммі»           | Outstanding Writing for a Variety Special                  | Saturday Night Live 40th Anniversary Special                           | Номінація | [ 68 ] |
| 2016 | Прайм-тайм премія «Еммі»           | Outstanding Writing for a Variety Special                  | John Mulaney: The Comeback Kid                                         | Номінація | [ 36 ] |
| 2016 | Премія Гільдії сценаристів Америки | Best Comedy/Variety Special                                | Saturday Night Live 40th Anniversary Special                           | Номінація | [ 75 ] |
| 2017 | Прайм-тайм премія «Еммі»           | Outstanding Variety Sketch Series                          | Documentary Now!                                                       | Номінація | [ 68 ] |
| 2017 | Премія Гільдії сценаристів Америки | Best Comedy/Variety Sketch Series                          | Documentary Now!                                                       | Номінація | [ 76 ] |
| 2017 | Премія Гільдії сценаристів Америки | Best Comedy/Variety Sketch Series                          | Maya & Marty                                                           | Номінація | [ 76 ] |
| 2018 | Прайм-тайм премія «Еммі»           | Outstanding Writing for a Variety Special                  | John Mulaney: Kid Gorgeous at Radio City                               | Перемога  | [ 46 ] |
| 2019 | Прайм-тайм премія «Еммі»           | Outstanding Writing for a Variety Series                   | Documentary Now!                                                       | Номінація | [ 68 ] |
| 2019 | Прайм-тайм премія «Еммі»           | Outstanding Writing for a Variety Series                   | Saturday Night Live                                                    | Номінація | [ 68 ] |
| 2019 | Прайм-тайм премія «Еммі»           | Outstanding Guest Actor in a Comedy Series                 | Saturday Night Live                                                    | Номінація | [ 68 ] |
| 2019 | Прайм-тайм премія «Еммі»           | Outstanding Original Music and Lyrics                      | "Holiday Party (I Did A Little Cocaine Tonight)" from Documentary Now! | Номінація | [ 68 ] |
| 2020 | Прайм-тайм премія «Еммі»           | Outstanding Variety Special (Pre-Recorded)                 | John Mulaney & the Sack Lunch Bunch                                    | Номінація | [ 68 ] |
| 2020 | Прайм-тайм премія «Еммі»           | Outstanding Writing for a Variety Special                  | John Mulaney & the Sack Lunch Bunch                                    | Номінація | [ 68 ] |